# Ammerbuch
Ammerbuch je německá samosprávná obec v zemském okrese Tübingen ve spolkové zemi Bádensko-Württembersko. Nachází se na okraji přírodního parku Schönbuch v údolí říčky Ammer. Je součástí kulturního regionu Gäu.
Obec vznikla správní reformou z roku 1971 sloučením šesti vesnic: Altingen, Breitenholz, Entringen, Pfäffingen, Poltringen a Reusten.

## Historie
Osídlení areálu obce je známo již z pravěku. V místní části Pfäffingen byl objeven keltský hřbitov, který je datován do roku 500 př. n. l. Z období římského osídlení byly v místních částech Pfäffingen, Entringen a Poltringen objeveny základy venkovských vill. Oblastí vedla také římská silnice z města Sumelocenna (dnešní Rottenburg am Neckar) do města Portus (dnešní Pforzheim). Ve 3. století došlo k osídlení germánským kmenem Alamanů.

## Pamětihodnosti
- Zámek Hohenentringen nad místní částí Entringen postavený v 15. a 16. století
- Zřícenina hradu Müneck nad místní částí Breitenholz
- Zřícenina hradu Kräheneck nad místní částí Reusten